# Johan Hora Siccama
Jhr. Johan Hora Siccama (Groningen, 31 oktober 1778 - Brussel, 7 april 1829) was een Nederlandse landeigenaar, bestuurder en politicus.

## Leven en werk
Hora Siccama werd in 1778 in Groningen geboren als lid van de familie Siccama en zoon van de raadsheer en gedeputeerde ter Staten-Generaal Johan Hora Siccama en van Egberta Louisa Beckeringh. Zijn ouders waren bewoners en eigenaren van de Ennemaborg in Midwolda. Siccama woonde daar tot 1810. In dat jaar trouwde hij met een dochter van De Sandra Veltman, eigenaar van de Fraeylemaborg in Slochteren. Zijn vrouw erfde de Fraeylemaborg in 1816. Siccama was ambachtsheer van Slochteren, Kolham, Foxham en Half-Schildwolde. Van 1811 tot 1813 was hij maire van Slochteren. In 1817 werd hij verheven in de adelstand met het predicaat jonkheer. In 1824 werd hij gekozen tot lid van de Tweede Kamer der Staten-Generaal. Hij behoorde tot de regeringsgezinden tijdens het bewind van koning Willem I.
Hora Siccama was tevens actief als grootgrondbezitter. Volgens kadastergegevens uit 1832 bezat hij veel land in de Dollardpolders en op kwelders, met omvangrijke aanwasrechten in de Dollard. Ook was hij lid van de invloedrijke Societé Royale d’Agriculture et de Botanique te Gent.
Hora Siccama trouwde op 13 juni 1810 te Slochteren met Hermanna Louisa Christina de Sandra Veltman. Hij overleed in april 1829 op 50-jarige leeftijd in Brussel. Zijn weduwe hertrouwde in 1831 met zijn neef Wiardus Hora Siccama.

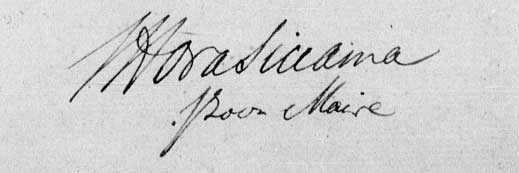
Handtekening maire Johan Hora Siccama in 1811 te Slochteren

- Biografisch Portaal: 32108521
- International Standard Name Identifier: 0000 0003 9234 9770
- Nederlandse Thesaurus van Auteursnamen: 071387315
- Parlement.com: vg09llsuagd2
- Virtual International Authority File: 286376020
- WorldCat: E39PBJvXhm97mPd9K9kTymxkXd